# 幻龍目
幻龍目（Nothosauroidea）又名孽子龍目，是群三疊紀的海生爬行動物，屬於鰭龍超目，可能類似現代的海豹，在水中捕抓食物而回到岸邊的岩石與海灘。牠們的身長平均約3公尺，有長的身體與尾巴。腳掌已演化成類似槳狀，可在游泳時協助牠們前進。頸部相當長，頭部長而平坦，與身體相比頭部相當小。長頜部的邊緣上有大量、往外突出的銳利牙齒，顯示牠們以魚類為食。
幻龍目由兩個亞目構成。腫肋龍亞目，較小、原始的物種。幻龍亞目，包含：色雷斯龍、鷗龍、幻龍，從腫肋龍類演化而來。
類似幻龍類的爬行動物，可能是更完全海生的蛇頸龍類的祖先，蛇頸龍類在三疊紀末取代幻龍類。

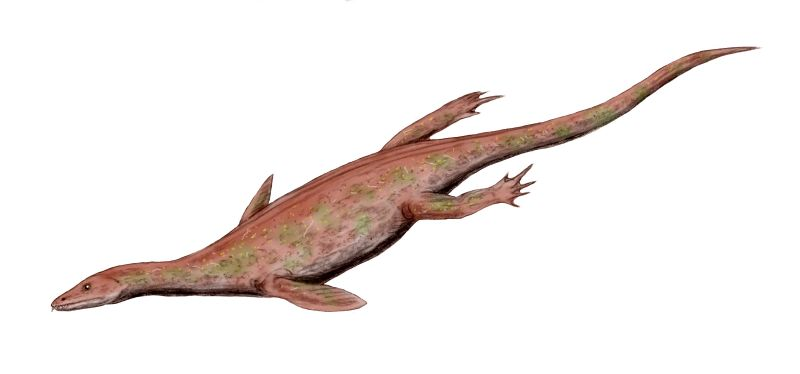
鷗龍
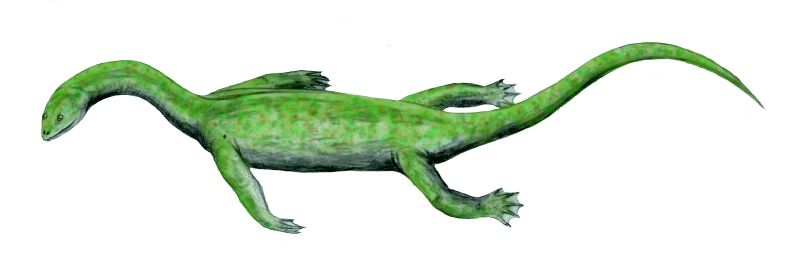
貴州龍
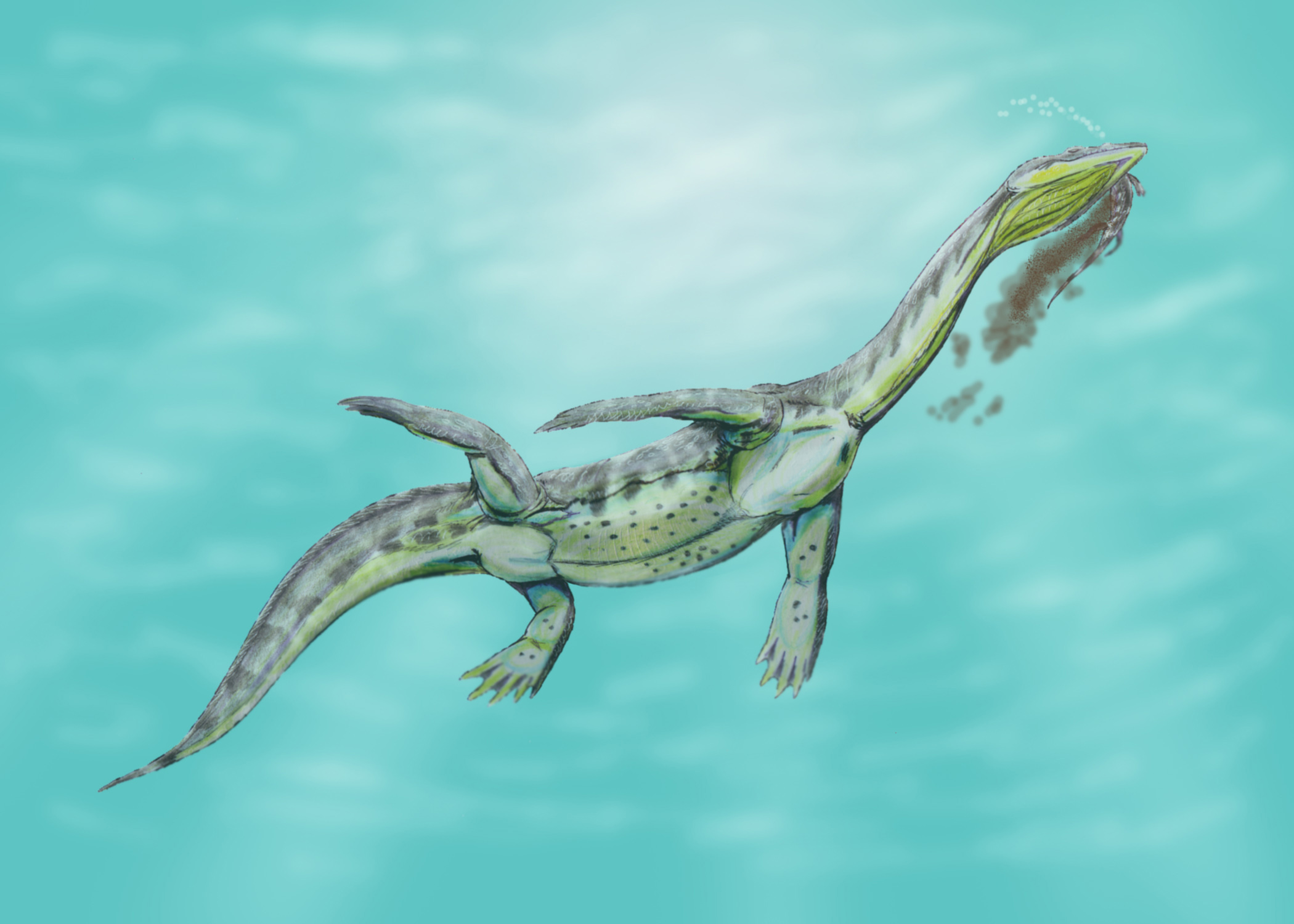
色雷斯龍